# (4246) Telemann
Pour les articles homonymes, voir Telemann (homonymie).
(4246) Telemann est un astéroïde de la ceinture principale.

## Description
(4246) Telemann est un astéroïde de la ceinture principale. Il fut découvert le 24 septembre 1982 à Tautenburg par Freimut Börngen. Il présente une orbite caractérisée par un demi-grand axe de 2,22 UA, une excentricité de 0,18 et une inclinaison de 3,1° par rapport à l'écliptique.
Cet astéroïde est nommé en l'honneur du musicien et compositeur Georg Philipp Telemann (1681-1767).

## Compléments